# Come ho conquistato Marte
Come ho conquistato Marte (Rocketman) è un film statunitense del 1997 diretto da Paul Weiland.